# Grimmia plagiopodia
Grimmia plagiopodia là một loài Rêu trong họ Grimmiaceae. Loài này được Hedw. mô tả khoa học đầu tiên năm 1801.